# Cobb MCR
MCR (англ. Multi Caliber Rifle — мультикалиберная винтовка) — комплекс стрелкового оружия, разработанный американской компанией Cobb Manufacturing Inc. для участия в конкурсе на новое оружие для специальных подразделений командования специальных операций США (в котором впоследствии одержала победу система FN SCAR). Впервые данное оружие было представлено на выставке Shot show 2005, а в 2007 году оно поступило в свободную продажу на рынок гражданского оружия.

## Описание
Внутреннее устройство MCR аналогично автоматам M16/М4, как и расположение предохранителя-переводчика режимов стрельбы.
Алюминиевый корпус автомата состоит из двух половин: верхней (включает в себя ствольную коробку со стволом, газоотводный механизм, затвор и приёмник магазина) и нижней (УСМ, предохранитель, тыльная часть ствольной коробки и приклад). Изменение варианта оружия производится путём замены верхней части, а изменение калибра — путём замены ствола и затвора.
Покупатель коммерческого варианта оружия имеет возможность самостоятельно выбрать используемую фурнитуру (пистолетная рукоятка, цевьё, приклад) из нескольких вариантов.

## Варианты
MCR 100 — автомат. Основной используемый патрон — 5,56×45 мм, также существуют варианты под патроны:
- 9×19 мм Парабеллум,
- .45 ACP,
- 7,62×39 мм,
- .50 Beowulf,
- 6,5×39 мм Grendel.

MCR 200 — автоматическая винтовка. Базовый вариант использует патроны 7,62×51 мм НАТО, также существуют варианты под патроны:
- .243 Winchester,
- .22-250 Remington,
- .220 Swift,
- en:6 mm Remington,
- .250-3000 Savage,
- .300 Savage,
- en:7 mm STW,
- en:.358 Winchester.

MCR 300 — автоматическая винтовка. Базовый вариант использует патроны 7,62×63 мм, также существуют варианты под патроны:
- 7,92×57 мм,
- en:.240 Weatherby Magnum,
- en:.257 Roberts,
- en:.25-06 Remington,
- .270 Winchester,
- 7 × 57 мм,
- en:.284 Winchester,
- en:.280 Remington,
- 8mm-06,
- en:.35 Whelen,
- 6,5-284 Norma,
- 6,5×55 мм,
- en:.260 Remington,
- en:.270 Winchester Short Magnum,
- en:7x64mm,
- 7,65 × 53 мм Argentino,
- 9,3×62 мм.

MCR 400 — автоматическая винтовка, использующая патроны:
- en:.257 Weatherby Magnum,
- .264 Winchester Magnum,
- .270 Weatherby Magnum,
- en:7 mm Remington Magnum,
- en:7 mm Weatherby Magnum,
- .300 H&H Magnum,
- .300 Winchester Magnum,
- .300 Remington Ultra Magnum,
- en:.300 Weatherby Magnum,
- en:.308 Norma Magnum,
- .338 Winchester Magnum,
- .338 Lapua Magnum,
- en:.338 Remington Ultra Magnum,
- en:.340 Weatherby Magnum,
- en:.350 Remington Magnum,
- en:.358 Norma Magnum,
- .375 Н&Н Magnum,
- en:8 mm Remington Magnum,
- en:.378 Weatherby Magnum,
- .416 Rigby,
- en:.416 Remington Magnum,
- en:.416 Taylor,
- .458 Winchester Magnum.